# 9126 Samcoulson
9126 Samcoulson è un asteroide della fascia principale. Scoperto nel 1998, presenta un'orbita caratterizzata da un semiasse maggiore pari a 2,5354478 UA e da un'eccentricità di 0,1558361, inclinata di 1,86596° rispetto all'eclittica.